# Pauline Menczer
Pauline Menczer est une surfeuse australienne née le 21 mai 1970 à Sydney. Elle a remporté le World Championship Tour en 1993.